# ロバート・アレン・ロルフェ

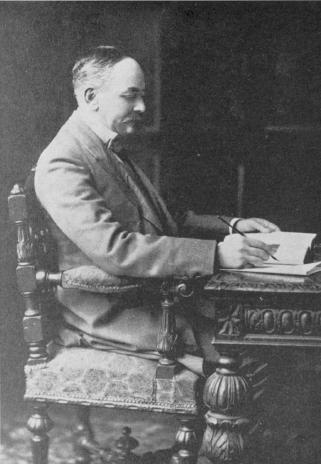
Robert Allen Rolfe

ロバート・アレン・ロルフェ（Robert Allen Rolfe、1855年5月12日 - 1921年4月13日）は、イギリスの植物学者である。ラン科の植物を専門とした。王立植物園（キューガーデン）の学芸員を務め、ランの雑誌、"The Orchid Review"を創刊し、ランの種の交配に関する多くの論文を執筆した。

## 生涯
ノッティンガム近くのRuddingtonに生まれた。個人の庭園で働いた後、1879年にキューガーデンの庭師見習い（apprentice gardener）になった。キューガーデンで経験を積み、ランに関して、ドイツのハインリヒ・グスタフ・ライヘンバッハと並ぶ専門家となった。カーティス・ボタニカル・マガジンなどにランに関する多くの記事を書き、1893年に 月刊誌"The Orchid Review"を創刊し、終生その発刊を続けた。
ヒユ科の属名、Allenrolfeaに献名されている。

## 著作
- The Orchid Stud Book, Charles C. Hurstと共著
- Flora Capensis
- Flora of Tropical Africa